# Rochus Misch
Rochus Misch (* 29. Juli 1917 in Alt Schalkowitz, Oberschlesien; † 5. September 2013 in Berlin) war ein deutscher Angehöriger der SS in der Leibstandarte SS Adolf Hitler, zuletzt mit dem Dienstgrad SS-Oberscharführer. Von 1940 bis 1945 war er als Angehöriger des Führerbegleitkommandos im Führerhauptquartier tätig, zuletzt auch als Telefonist. Ab 2009 war er der letzte überlebende Zeitzeuge aus dem engeren Umfeld Hitlers.

## Leben

### Kindheit und Ausbildung
Rochus Misch war das zweite Kind des Bauarbeiters Rochus Misch und dessen Frau Victoria. Sein Vater, der als Soldat im Ersten Weltkrieg durch einen Lungenschuss schwer verwundet worden war, starb kurz vor der Geburt Rochus Mischs. 1920 starb die Mutter an einer Lungenentzündung. Im Mai 1922 erlitt sein älterer Bruder einen tödlichen Badeunfall. Als Waise wuchs Misch ab seinem fünften Lebensjahr bei seinen Großeltern mütterlicherseits auf.
Misch besuchte acht Jahre die Volksschule und machte danach in Hoyerswerda eine Ausbildung zum Maler. Nach einigen Jahren als Malergeselle machte er sich mit einem älteren Kollegen in Hornberg im Schwarzwald selbstständig.
Er meldete sich 1937 bei der Musterung freiwillig zur SS-Verfügungstruppe, einer Vorgängerorganisation der Waffen-SS. Seinen Einberufungsbefehl zur Leibstandarte SS Adolf Hitler erhielt er am 1. Oktober 1937 und trat zum 15. Oktober der SS bei. Misch nahm mit seiner SS-Einheit am Anschluss Österreichs und der Besetzung des Sudetenlands infolge des Münchner Abkommens teil.

### Zweiter Weltkrieg

#### Einsatz als Angehöriger der Leibstandarte SS Adolf Hitler
Am 24. September 1939 wurde Misch während des Überfalls auf Polen bei den Kämpfen um die Festung Modlin am Arm und durch einen Lungendurchschuss schwer verwundet. 1939 wurden ihm das Eiserne Kreuz II. Klasse und das Verwundetenabzeichen in Schwarz verliehen.

#### Führerbegleitkommando
Nach Mischs Genesung und auf Empfehlung seines Kompaniechefs Wilhelm Mohnke (Leibstandarte SS Adolf Hitler) teilte der damalige Chefadjutant Hitlers, Wilhelm Brückner, Misch dem Führerbegleitkommando zu. Als Mitglied des Führerbegleitkommandos hielt er sich in den Jahren 1940 bis 1945 überwiegend in Berlin in der Neuen Reichskanzlei, in Berchtesgaden am Obersalzberg (Berghof oder „Kleine Reichskanzlei“), in Rastenburg (Führerhauptquartier Wolfsschanze) oder im Führersonderzug auf. Zum 1. März 1943 wurde er zum Oberscharführer befördert.
Misch berichtete von den letzten Tagen als Telefonist im Führerbunker hinter der Berliner Reichskanzlei und einem Gespräch mit dem neu ernannten Reichskanzler Goebbels an dessen Todestag (durch Suizid), dem 1. Mai 1945:
Misch: „Ja, Herr Reichskanzler. Die Gauleitung, General Weidling und ein Anruf von Oberstleutnant Seiffert.“

Misch verließ den Führerbunker am frühen Morgen des 1. Mai 1945, nachdem ihn Goebbels von seiner Funktion als Telefonist entbunden hatte. Mit Goebbels und seiner Frau Magda blieb nur der Maschinist Johannes Hentschel dort zurück. Misch flüchtete von der Vorderfront der Alten Reichskanzlei durch die U-Bahn-Tunnel vom U-Bahnhof Kaiserhof über den Bahnhof Berlin Friedrichstraße und die Weidendammer Brücke bis zum Stettiner Bahnhof, wo er auf dem Weg zu seiner in Berlin ansässigen Familie von Soldaten der Roten Armee gefangen genommen wurde. Die Gefängniszelle teilte er sich mit Hitlers Chefpiloten Hans Baur. Die Gespräche zwischen Baur und Misch wurden vom sowjetischen Geheimdienst abgehört. Wegen seiner Waffen-SS-Zugehörigkeit und wegen seiner Nähe zur politischen Prominenz des Dritten Reiches wurden er und Baur in die Sowjetunion geflogen und im Moskauer Militärgefängnis Butyrka festgesetzt, wo Misch nach eigenen Angaben bei Verhören wiederholt schweren Misshandlungen ausgesetzt war. 1953 wurde Misch aus der Kriegsgefangenschaft entlassen.

### Nachkriegszeit und Bedeutung als Zeitzeuge
Nach seiner Heimkehr aus der Kriegsgefangenschaft kaufte sich Misch mit einem Kredit über 28.000 Mark ein Geschäft für Maler- und Raumausstattungsbedarf in Berlin-Schöneberg. Seinen Betrieb führte er bis zu seinem 68. Lebensjahr. Danach verkaufte er das Geschäft und zog sich in den Ruhestand zurück.
Nach dem Tod von Traudl Junge 2002, Otto Günsche 2003, Bernd Freytag von Loringhoven 2007 und Fritz Darges im Jahr 2009 war Misch der letzte Augen- und Zeitzeuge aus dem inneren Zirkel des „Dritten Reiches“.
Im April 2006 erschien eine Fernsehdokumentation des MDR unter dem Titel Der letzte Zeuge – Rochus Misch. Ebenfalls im April 2006 wurde die Biografie von Misch unter dem Titel J'étais garde du corps d'Hitler in Frankreich publiziert. Das Buch behandelt überwiegend den Zeitraum von 1940 bis 1945. Weitere Veröffentlichungen folgten in Argentinien, Spanien, Brasilien, Polen, der Türkei und Japan. In Deutschland erschienen die Lebenserinnerungen von Misch am 30. Juni 2008 unter dem Titel Der letzte Zeuge.
Misch distanzierte sich nicht von seiner Tätigkeit für die Diktatur. Der Historiker und Professor für neuere Geschichte an der Universität Konstanz Rainer Wirtz bemängelte, dass Misch die „Verarbeitung seiner Geschichte nicht gegenwartstauglich vollzogen hat“, und führte als Beispiel dafür Mischs Bezeichnung von Graf von Stauffenberg als „Kameradenmörder“ an. In einem Interview mit der Zeitschrift P.M. wurde Misch diesbezüglich gefragt: „Sie haben das Stauffenberg-Attentat einmal als ‚Kameradenmord‘ bezeichnet. Stehen Sie noch zu diesem Vorwurf?“, woraufhin er mit „Ja, weil vier Kameraden starben“ antwortete.
In dem Film Der Bunker (1981) wurde er von Michael Kitchen, in Der Untergang (2004) von Heinrich Schmieder und in Die letzte Schlacht (2005) von Florian Lukas gespielt: In seinem Buch Der letzte Zeuge sprach Misch von einer teilweise falschen Darstellung seiner Person im Film.

## Persönliches
Rochus Misch war seit 1942 mit der späteren Berliner SPD-Politikerin Gerda Misch (1920–1997) verheiratet und hatte eine Tochter. Er starb am 5. September 2013 im Alter von 96 Jahren in Berlin.

## Veröffentlichungen

### Buch
- Rochus Misch: Der letzte Zeuge. Ich war Hitlers Telefonist, Kurier und Leibwächter. Mit einem Vorwort von Ralph Giordano. 11. Auflage, Piper-Verlag, München 2013, ISBN 978-3-492-25735-0.

### Hörbuch
- Rochus Misch: Der letzte Zeuge. Ich war Hitlers Telefonist, Kurier und Leibwächter. Gesprochen von Frank Engelhardt, audio media verlag, München 2009, ISBN 978-3-86804-060-9.